# Lokobject
Een lokobject is een object dat door politieagenten, journalisten of burgers in de openbare ruimte wordt geplaatst met de bedoeling overtreders en misdadigers te betrappen. Dit gebeurt in Nederland passief, want het actief uitlokken van een overtreding is in Nederland verboden.
In België valt het gebruik van lokobjecten onder de strenge regeling op de bijzondere opsporingsmethoden, maar door een wetswijziging is sedert begin 2024 het gebruik van lokfietsen door de politie toegestaan.
Voorbeelden van lokobjecten zijn:
- lokfiets: tegen diefstal
- lokauto: tegen diefstal en inbraak[6]

Deze objecten zijn vaak voorzien van een verborgen gps-ontvanger en een zender, zodat ze na diefstal kunnen worden teruggevonden. 
Tijdens oorlogen werden wel eens lokobjecten ingezet om de vijandelijke luchtmacht ertoe te brengen deze vanuit de lucht aan te vallen waardoor de aandacht van de echte doelwitten werd afgeleid, of de aanvallende vijand verrast kon worden door luchtafweergeschut.

## Lokpersoon
Een lokobject kan ook een persoon zijn, een politieman of -vrouw in burgerkleding:
- lokhomo: tegen discriminatie en geweld
- lokjood: tegen antisemitisme[7]
- lokhoer: tegen illegale straatprostitutie[8]

Anders dan bij een term als 'lokfiets', waarbij het gaat om een echte fiets, gaat het hier om een functionaris die niet noodzakelijk zelf homo of jood is, resp. om een functionaris die geen echte sekswerker is.
Het kan ook zijn dat het personage niet fysiek gespeeld wordt maar virtueel is (een lokprofiel), gecreëerd door een functionaris / journalist / pedojager (zo nodig geassisteerd door een meerderjarige die er jong uitziet en/of de stem van een kind kan nadoen) die zich in tekstberichten, eventueel aangevuld met valse foto's, voordoet als het fictieve personage:
- lokpuber/pedolokker: tegen cyberseks met minderjarigen[9][10][11][12], zie ook digitale grooming

In een chatroom op internet begint een deelnemer soms een chat met zo'n personage. Als de betrokkene en de lokfunctionaris / lokjournalist / pedojager een afspraak maken voor een fysieke ontmoeting en de betrokkene ook een voorbereidingshandeling verricht of op de afspraak verschijnt kan hij/zij in dat stadium al strafbaar zijn, onder meer in Nederland op basis van art. 248e Sr als de vermeende minderjarige jonger dan 16 jaar lijkt.  De Wet computercriminaliteit III heeft de zedendelicten van art. 248a en 248e Sr aangepast, onder meer omdat de rechtbank op basis van de eerdere versie vond dat er geen sprake kon zijn van een strafbare gedraging wanneer het beoogde slachtoffer in werkelijkheid 16 jaar of ouder is. Wanneer onder oud recht een dergelijke werkwijze werd gehanteerd was er ofwel sprake van aanvankelijk daadwerkelijk benaderen van een minderjarige en werd dit contact overgenomen of onder supervisie aangehouden tot de dader aan afspraak maakte, of was vervolging alleen mogelijk als er sprake was van andere strafbare feiten zoals kinderpornografie. De werkwijze is ook gevolgd in het project/televisieprogramma To Catch a Predator, en wordt anno 2021 ook gevolgd door diverse activisten met youtubekanalen als Predator Poachers, Creep Catchers en Dads Against Predators, waarop confrontaties getoond worden; soms wordt een burgerarrest verricht. In een context waarin iemand spelen die jonger is dan men is (een vorm van ageplay) door een deel van de deelnemers wordt beoefend kan er onduidelijkheid zijn over de strafbaarheid, omdat de ander dan niet noodzakelijk redelijkerwijs moet vermoeden dat zo iemand zo jong is als hij/zij zegt.
Ook worden soms (niet-seksuele) webcambeelden van een minderjarige gefingeerd met gebruikmaking van echt lijkende animatiebeelden, gecreëerd met realtime motion capture, met de bedoeling om schijnbaar te bewijzen dat de gesprekspartner in een chat werkelijk degene is waarvoor deze zich uitgeeft (een bepaalde minderjarige), om de ander te bewegen te bevestigen dat hij/zij webcamseks wil met deze vermeende minderjarige, om dit aan de kaak te stellen en/of om, als de poging strafbaar is, deze eventueel te vervolgen of om degene die de poging doet te identificeren om te onderzoeken of hij/zij ook weleens echt webcamseks heeft met een minderjarige en/of aanverwante misdrijven pleegt. Dit is toegepast en wordt verder doorontwikkeld door Terre des Hommes met het bekende virtuele lokmeisje Sweetie.
De Wet seksuele misdrijven heeft de mogelijkheden van het inzetten van een lokpuber uitgebreid, in de zin dat onder meer ook stelselmatig online seksueel benaderen van een lokpuber strafbaar wordt, en ook het aan een lokpuber tonen van een seksuele gedraging.
Soms doet iemand zich (bijvoorbeeld ook weer op een chatsite) voor als pedofiel om het vertrouwen te winnen van een pedofiel om deze uit te horen over eventuele seksuele misdrijven die deze gepleegd heeft of wil gaan plegen. Dit deed bijvoorbeeld Sven van der Meulen met het youtubekanaal Vrije Vogels in 2021. Hij kwam zo op het spoor van een bekende Vlaming die naar eigen zeggen dingen had gedaan met personen onder de 16 die strafbaar zijn. De Vlaming is gearresteerd.
Er zijn ook berichten over het (geplande of al toegepaste) inzetten van een lokminderjarige die probeert tabak of alcohol te kopen. Er zijn echter ook berichten dat de politie geen jongeren mag aansturen om de wet te overtreden.
In 2017 kwam iemand in het nieuws die opgetreden zou zijn als lokterrorist (iemand die zich voordoet als terrorist om echte terroristen te ontmaskeren), maar niet werd aangestuurd door de autoriteiten, en gearresteerd is op verdenking van terrorisme.
Het woord 'lokhomo' was in 2007 kandidaat voor het Woord van het jaar.